# Барслунд, Кааре
Коре Брёкнер Барслунн (дат. Kaare Brøkner Barslund; род. 23 марта 2004, Хельсинге, Ховедстаден) — датский футболист, защитник клуба «Норшелланн».

## Клубная карьера
Барслунд — воспитанник клуба «Норшелланн». 31 августа 2022 года в поединке Кубка Дании против «Фрема» Кааре дебютировал за основной состав. В сентябре в матче против «Мидтьюлланна» он дебютировал в датской Суперлиге. 